# Ruw walstro
Ruw walstro (Galium uliginosum) is een overblijvende plant, die behoort tot de sterbladigenfamilie. Ruw walstro komt van nature voor in Midden-Europa. Het aantal chromosomen 2n = 22.
De plant wordt 15–60 cm hoog en vormt een wortelstok. De vierkantige stengel voelt ruw aan door de gekromde, stekelachtige haren op de ribben. Het lancet tot lijnlancetvormige, spits stekelpuntige blad heeft ruwe randen en één nerf. De bladeren zitten met (4)6–8 bladeren stervormig bij elkaar. De droge bladeren blijven groen.
Ruw walstro bloeit van juni tot in september met 3–4,5 mm brede, witte bloemen. De bloemen zitten in tamelijk ijle, pluimvormige bloeiwijzen. De helmknoppen zijn geel.
De ruwe, 1 mm lange, donkerbruine vrucht met spitse wratten is een dopvrucht en zit aan een teruggekromd steeltje.

## Ecologie
De plant komt voor op natte, zwak zure, mesotrofe grond in grasland, natte duinvalleien en trilveenmoerassen.

## In andere talen
- Duits: Moor-Labkraut
- Engels: Fen Bedstraw
- Frans: Gaillet des fanges, Gaillet des tourbières